# Natalício Camboim de Vasconcelos
Natalício Camboim de Mendonça Vasconcelos  (Barreiros, 23 de maio de 1872  — Rio de Janeiro, 2 de julho de 1956) foi um político e industrial brasileiro.
Era filho do coronel João Carlos de Mendonça Vasconcellos (comendador e comandante superior da Guarda Nacional em Barreiros, proprietário dos engenhos Araticum, Carassú e Santa Cruz) e de Ana de Siqueira Cavalcanti Camboim (filha de Ana Olímpia de Siqueira Cavalcanti e Francisco Alves Cavalcanti Camboim, 1º e único Barão de Buíque).
Estudou no Recife, no Colégio Instituto Acadêmico, prestando exames de preparatórios para a Faculdade de Direito no ano de 1888. Nessa ocasião, faz parte do corpo redatorial do jornal O Combate, do Clube Autonomista Acadêmico, juntamente com Estácio Coimbra.
Depois de formado estabeleceu-se em Quebrangulo onde, em 18 de fevereiro de 1896, se casou com Joaquina Tenório, filha do Barão de Palmeira dos Índios, Paulo Jacinto Tenório. Ao morrer em 1927, seu sogro era o maior proprietário rural de Alagoas, com 80 fazendas de gado. Natalício e Joaquina tiveram cinco filhos: Natércio, Natalício, Maria Júlia, Natálio e Ana.
Ingressou na política em 1901, quando foi eleito deputado estadual em Alagoas, assumindo nesse mesmo ano sua cadeira na Assembleia Legislativa. Foi reeleito em 1903 e 1905. Exerceu seu mandato até 1906. Em 1908 foi eleito senador estadual para um período de seis anos. Assumiu sua cadeira no Senado alagoano, mas renunciou no dia 2 de maio de 1909, por ter sido eleito deputado federal.
Empossado na Câmara dos Deputados, no Rio de Janeiro, então Distrito Federal, seria sucessivamente reeleito em 1912, 1915, 1918, 1921 e 1924. De início integrou a bancada liderada pelo líder republicano e senador gaúcho José Gomes Pinheiro Machado.
Foi membro da Comissão de Diplomacia e Tratados da Câmara e um dos signatários, em 1915, do parecer favorável à aprovação do tratado denominado ABC, de arbitragem ampla entre Argentina, Brasil e Chile. Insinua-se que era contrário à transferência do terminal da estrada de ferro de Quebrangulo para Palmeira dos Índios, em Alagoas, por ter na primeira, terra de sua mulher, seu mais expressivo colégio eleitoral. Permaneceu na Câmara até dezembro de 1926, quando se encerrou seu último mandato e a legislatura.
Como adido comercial em Madri, na Espanha, fez publicar informações sobre os recursos econômicos do Brasil, em especial Brasil, sintesis de sus recursos economicos, nueva edicion aumentada (1928). Foi ainda industrial, presidente do Conselho Municipal e inspetor escolar em Quebrangulo.
Seu avô foi o proprietário rural e politico pernambucano Francisco Alves Cavalcanti Camboim, agraciado com o título de Barão de Buíque.
Natalício era padrinho de Tenório Cavalcante, o homem da capa preta, que foi batizado como Natalício Tenório Cavalcanti de Albuquerque em homenagem ao deputado alagoano.